# Zamboanga Sibugay
Zamboanga Sibugay is een provincie van de Filipijnen in het noordwesten van de eilandengroep Mindanao op het Zamboanga-schiereiland. De provincie maakt deel uit van regio IX (Zamboanga Peninsula). De hoofdstad van de provincie is de gemeente Ipil. Bij de census van 2015 telde de provincie ruim 633 duizend inwoners.

## Geografie

### Bestuurlijke indeling
Zamboanga Sibugay bestaat 16 gemeenten.
| - Alicia - Buug - Diplahan - Imelda - Ipil - Kabasalan - Mabuhay - Malangas | - Naga - Olutanga - Payao - Roseller Lim - Siay - Talusan - Titay - Tungawan |

Deze gemeenten zijn weer verder onderverdeeld in 388 barangays.

## Demografie
Zamboanga Sibugay had bij de census van 2015 een inwoneraantal van 633.129 mensen. Dit waren 48.444 mensen (8,3%) meer dan bij de vorige census van 2010. Ten opzichte van de census van 2000 was het aantal inwoners gegroeid met 135.890 mensen (27,3%). De gemiddelde jaarlijkse groei in die periode kwam daarmee uit op 1,53%, hetgeen lager was dan het landelijk jaarlijks gemiddelde over deze periode (1,72%).

De bevolkingsdichtheid van Zamboanga Sibugay was ten tijde van de laatste census, met 633.129 inwoners op 3607,75 km², 175,5 mensen per km².

## Economie
Zamboanga Sibugay is een arme provincie. Uit cijfers van de National Statistical Coordination Board (NSCB) uit het jaar 2003 blijkt dat 50,3% (9580 mensen) onder de armoedegrens leefde. Ten tijde van de meting daarvoor in het jaar 2000 bestond de provincie nog niet. Daarmee staat Zamboanga Sibugay 17de op de lijst van provincies met de meeste mensen onder de armoedegrens. Van alle 79 provincies staat Zamboanga Sibugay bovendien 14de op de lijst van provincies met de ergste armoede.

## Referentie
1. ↑  Oppervlaktecijfers uit 2007, National Statistical Coordination Board (NSCB).
2. 1 2  Persbericht van het Philippine Statistics Authority met de resultaten van de Census van 2015
3. ↑  Armoedestatistieken van het National Statistical Coordination Board (NSCB)